# Lobilo Boba
Florian Lobilo Boba (* 10. dubna 1950 Brazzaville, Kongo) je bývalý konžský fotbalista, obránce. Hrál za Zaire na Mistrovství světa ve fotbale 1974.

## Kariéra
Lobilo hrál celou kariéru za tým AS Vita Club, se kterým vyhrál v roce 1973 Africkou ligu mistrů.
Byl v týmu Zaire, který vyhrál Africký pohár národů v roce 1974.
Hrál za Zaire na Mistrovství světa ve fotbale 1974 a také se objevil v jednom kvalifikačním zápase na Mistrovství světa ve fotbale 1982; při výhře 5:2 nad Mosambikem 13. července 1980.
V roce 2006 byl vybrán federací CAF jako jeden z 200 nejlepších afrických hráčů posledních 50 let.